# میرچئا دانلیوک
میرچئا دانلیوک (رومانیایی: Mircea Daneliuc؛ ‏ تلفظ رومانیایی: [ˈmirt͡ʃe̯a daneˈljuk]؛ زادهٔ ۷ آوریل ۱۹۴۳) کارگردان فیلم، بازیگر و فیلم‌نامه‌نویس اهل رومانی است.
از فیلم‌هایی که وی در آن‌ها نقش داشته‌است، می‌توان به سناتور حلزون‌ها اشاره نمود.